# Ercolania annelyleorum
Ercolania annelyleorum is een slakkensoort uit de familie van de Limapontiidae. De wetenschappelijke naam van de soort is voor het eerst geldig gepubliceerd in 2010 door Wägele, Stemmer, Burghardt & Händeler.